# Falk & Sons
Falk & Sons ist ein Bandprojekt des Musikproduzenten Dieter Falk und seiner Söhne Paul Falk und Max Falk.

## Bandgeschichte
Der ehemalige Kirchenmusiker Dieter Falk produzierte vorher bereits Künstler wie Pur, Monrose und Patricia Kaas und war mehrfach für den Echo nominiert. Ein Theaterdramaturg überredete ihn zu einem Auftritt mit seinen beiden Söhnen Max und Paul Falk im Apollo Theater in Siegen. Bereits vorher hatte Max Falk auf diversen Alben seines Vaters als Perkussionist und Schlagzeuger gearbeitet. Paul Falk selbst arbeitet als Synchronsprecher und ist Pianist sowie Sänger. Nach dem Auftritt gründete sich das Projekt Falk & Sons.
Am 28. Oktober 2011 erschien das Debütalbum Celebrate Bach. Musikalisch mischte man Kompositionen von Johann Sebastian Bach mit Blues-, Swing-, Rock- und Pop-Rhythmen. Ein Jahr später, am 2. November 2012 erschien das Album als Christmas Edition. Der Originalversion des Albums wurden die Weihnachtslieder Oh come oh Ye Faithful, Vom Himmel hoch, Ich steh an deiner Krippen hier und O du fröhliche beigefügt. Von ihrem ersten Album wurden 25.000 Tonträger verkauft. Falk & Sons spielten überwiegend auf kirchlichen Veranstaltungen, aber auch bei der Jazz-Rally 2012.
2013 beteiligten sie sich am Jazz-Sampler  Verve & Blue Note Today 2013 von Verve und Blue Note Records mit der Händel-Komposition Largo. Am 11. Oktober 2013 erschien das reguläre zweite Album Toccata mit Variationen von Händel, Bach und Albinoni.

## Diskografie
- 2011: Celebrate Bach (Universal, DE: Gold (German Jazz Award))[3]
- 2012: Celebrate Bach – Christmas Edition (Universal)
- 2013: Toccata (Universal)